# Anthessius navanacis
Anthessius navanacis är en kräftdjursart som först beskrevs av C. B. Wilson 1935.  Anthessius navanacis ingår i släktet Anthessius och familjen Anthessiidae. Inga underarter finns listade i Catalogue of Life.